# Curcuma aurantiaca
Curcuma aurantiaca är en enhjärtbladig växtart som beskrevs av Coenraad van Zijp. Curcuma aurantiaca ingår i släktet Curcuma och familjen Zingiberaceae. Inga underarter finns listade i Catalogue of Life.